# Anabarhynchus rufobasalis
Anabarhynchus rufobasalis är en tvåvingeart som beskrevs av Lyneborg 1992. Anabarhynchus rufobasalis ingår i släktet Anabarhynchus och familjen stilettflugor. Inga underarter finns listade i Catalogue of Life.